# Judo tại Đại hội Thể thao Đông Nam Á 2019
Judo tại Đại hội Thể thao Đông Nam Á năm 2019 diễn ra từ ngày 4 đến 7 tháng 12 năm 2019 tại Laus Group Event Center, thành phố San Fernando, Pampanga, Philippines. Chương trình thi đấu bao gồm 16 nội dung thi đấu biểu diễn Kata và đối kháng dành cho nam và nữ. Đoàn Thái Lan dẫn đầu với 7 huy chương vàng.

## Quốc gia tham dự
Tổng cộng có 110 vận động viên đến từ 9 quốc gia tham dự môn judo tại Đại hội Thể thao Đông Nam Á năm 2019 (số lượng vận động viên của từng quốc gia được ghi trong ngoặc đơn).
- Campuchia (6)
- Indonesia (16)
- Lào (10)
- Malaysia (8)
- Myanmar (10)
- Philippines (25)
- Singapore (5)
- Thái Lan (14)
- Việt Nam (16)

## Bảng huy chương
| Hạng               | Đoàn               | Vàng | Bạc | Đồng | Tổng số |
| ------------------ | ------------------ | ---- | --- | ---- | ------- |
| 1                  | Thái Lan (THA)     | 7    | 2   | 3    | 12      |
| 2                  | Indonesia (INA)    | 4    | 2   | 4    | 10      |
| 3                  | Philippines (PHI)  | 3    | 1   | 9    | 13      |
| 4                  | Việt Nam (VIE)     | 2    | 4   | 4    | 10      |
| 5                  | Myanmar (MYA)      | 0    | 2   | 3    | 5       |
| 6                  | Lào (LAO)          | 0    | 2   | 1    | 3       |
| 7                  | Malaysia (MAS)     | 0    | 2   | 0    | 2       |
| 8                  | Singapore (SGP)    | 0    | 1   | 2    | 3       |
| Tổng số (8 đơn vị) | Tổng số (8 đơn vị) | 16   | 16  | 26   | 58      |

## Tóm tắt kết quả

### Biểu diễn Kata
| Nội dung         | Vàng                                                       | Bạc                                            | Đồng                                                |
| ---------------- | ---------------------------------------------------------- | ---------------------------------------------- | --------------------------------------------------- |
| Nage-no kata nam | Thái Lan · Sangob Sasipongan · Pongthep Tumrongluk         | Lào · Chindavon Syvanevilay · Phisath Sisaketh | Myanmar · Chit Min Min Ko · Maing San               |
| Jū-no kata nữ    | Thái Lan · Pitima Thaweerattanasinp · Suphattra Jaikhumkao | Lào · Mayouly Phanouvong · Phonevan Syamphone  | Việt Nam · Trần Lê Phương Nga · Nguyễn Thị Bảo Ngọc |

### Đối kháng nam
| Hạng cân | Vàng                                                                                                | Bạc | Đồng |
| -------- | --------------------------------------------------------------------------------------------------- | --- | --- |
| 66 kg    | Shugen Nakano · Philippines                                                                         | Budi Prasetiyo · Indonesia                                                                                        | Aung Zayar Tun · Myanmar |
| 66 kg    | Shugen Nakano · Philippines                                                                         | Budi Prasetiyo · Indonesia                                                                                        | Surasak Puntanam · Thái Lan |
| 73 kg    | Iksan Apriyadi · Indonesia                                                                          | Nguyễn Tấn Công · Việt Nam                                                                                        | Ace Ang · Singapore |
| 73 kg    | Iksan Apriyadi · Indonesia                                                                          | Nguyễn Tấn Công · Việt Nam                                                                                        | Keisei Nakano · Philippines |
| 81 kg    | Masayuki Terada · Thái Lan                                                                          | Gilbert Ramirez · Philippines                                                                                     | Xayasan Chittakon · Lào |
| 90 kg    | Lê Anh Tài · Việt Nam                                                                               | Kittipong Hantratin · Thái Lan                                                                                    | Carl Dave Aseneta · Philippines |
| 90 kg    | Lê Anh Tài · Việt Nam                                                                               | Kittipong Hantratin · Thái Lan                                                                                    | Aaron Ng · Singapore |
| 100 kg   | Gede Ganding Kalbu Soethama · Indonesia                                                             | Low Yilong · Singapore                                                                                            | John Viron Ferrer · Philippines |
| 100 kg   | Gede Ganding Kalbu Soethama · Indonesia                                                             | Low Yilong · Singapore                                                                                            | Wei Puyang · Thái Lan |
| +100 kg  | I Gede Agastya Darma Wardana · Indonesia                                                            | Muhammad Ruzaini Abdul Razak · Malaysia                                                                           | Shin Matsumura · Philippines |
| +100 kg  | I Gede Agastya Darma Wardana · Indonesia                                                            | Muhammad Ruzaini Abdul Razak · Malaysia                                                                           | Nguyễn Châu Hoàng Lân · Việt Nam |
| Team     | Thái Lan · Kittipong Hantratin · Prasit Poolklang · Surasak Puntanam · Wei Puyang · Masayuki Terada | Việt Nam · Bùi Thiện Hoàng · Lê Khắc Nhân · Nguyễn Châu Hoàng Lân · Nguyễn Hải Bá · Nguyễn Tấn Công · Phan Vũ Nam | Indonesia · Budi Prasetiyo · Gede Ganding Kalbu Soethama · Gregory Ignacito Jeremy · I Gede Agastya Darma Wardana · I Kadek Pasek Karisna · Iksan Apriyadi                                                  |
| Team     | Thái Lan · Kittipong Hantratin · Prasit Poolklang · Surasak Puntanam · Wei Puyang · Masayuki Terada | Việt Nam · Bùi Thiện Hoàng · Lê Khắc Nhân · Nguyễn Châu Hoàng Lân · Nguyễn Hải Bá · Nguyễn Tấn Công · Phan Vũ Nam | Philippines · Carl Dave Aseneta · Lloyd Dennis Catipon · Jackielou Agon Escarpe · John Viron Ferrer · Shin Matsumura · Daryl Mercado · Kodo Nakano · Bryan Quillotes · Rick Jayson Senales · Marco Tumampad |

### Đối kháng nữ
| Hạng cân | Vàng | Bạc | Đồng |
| -------- | --- | --- | --- |
| 52 kg    | Kachakorn Warasiha · Thái Lan                                                                                   | Khin Khin Su · Myanmar | Khrizzie Pabulayan · Philippines |
| 52 kg    | Kachakorn Warasiha · Thái Lan                                                                                   | Khin Khin Su · Myanmar | Nguyễn Thị Thanh Thủy · Việt Nam |
| 57 kg    | Ni Kadek Anny Pandini · Indonesia                                                                               | Nguyễn Thị Bích Ngọc · Việt Nam | Rena Furukawa · Philippines |
| 63 kg    | Kiyomi Watanabe · Philippines                                                                                   | Nik Norlydiawati Nik Azman · Malaysia | Noe Wai Chu Myat · Myanmar |
| 70 kg    | Mariya Takahashi · Philippines                                                                                  | Surattana Thongsri · Thái Lan | I Gusti Ayu Putu Guna Kakihara · Indonesia |
| 78 kg    | Ikumi Oeda · Thái Lan                                                                                           | Aye Aye Aung · Myanmar | Tiara Arta Garthia · Indonesia |
| 78 kg    | Ikumi Oeda · Thái Lan                                                                                           | Aye Aye Aung · Myanmar | Võ Thị Phương Quỳnh · Việt Nam |
| +78 kg   | Thonthan Satjadet · Thái Lan                                                                                    | Nguyễn Thị Như Ý · Việt Nam | Ryoko Salinas · Philippines |
| +78 kg   | Thonthan Satjadet · Thái Lan                                                                                    | Nguyễn Thị Như Ý · Việt Nam | I Dewa Ayu Mira Widari · Indonesia |
| Team     | Việt Nam · Hà Thị Nga · Hồ Thị Như Vân · Nguyễn Ngọc Diễm Phương · Nguyễn Thị Diệu Tiên · Nguyễn Thị Thanh Thủy | Indonesia · Amanah Nur Istiqomah · I Dewa Ayu Mira Widari · I Gusti Ayu Putu Guna Kakihara · Ni Kadek Anny Pandini · Syerina · Tiara Arta Garthia | Thái Lan · Ikumi Oeda · Surattana Thongsri · Kachakorn Warasiha · Yuriko Warasiha                                                                |
| Team     | Việt Nam · Hà Thị Nga · Hồ Thị Như Vân · Nguyễn Ngọc Diễm Phương · Nguyễn Thị Diệu Tiên · Nguyễn Thị Thanh Thủy | Indonesia · Amanah Nur Istiqomah · I Dewa Ayu Mira Widari · I Gusti Ayu Putu Guna Kakihara · Ni Kadek Anny Pandini · Syerina · Tiara Arta Garthia | Philippines · Megumi Delgado · Ma. Jeanalane Lopez · Jenielou Mosqueda · Khrizzie Pabulayan · Ryoko Salinas · Mariya Takahashi · Kiyomi Watanabe |